# Bergbau in Mönchengladbach

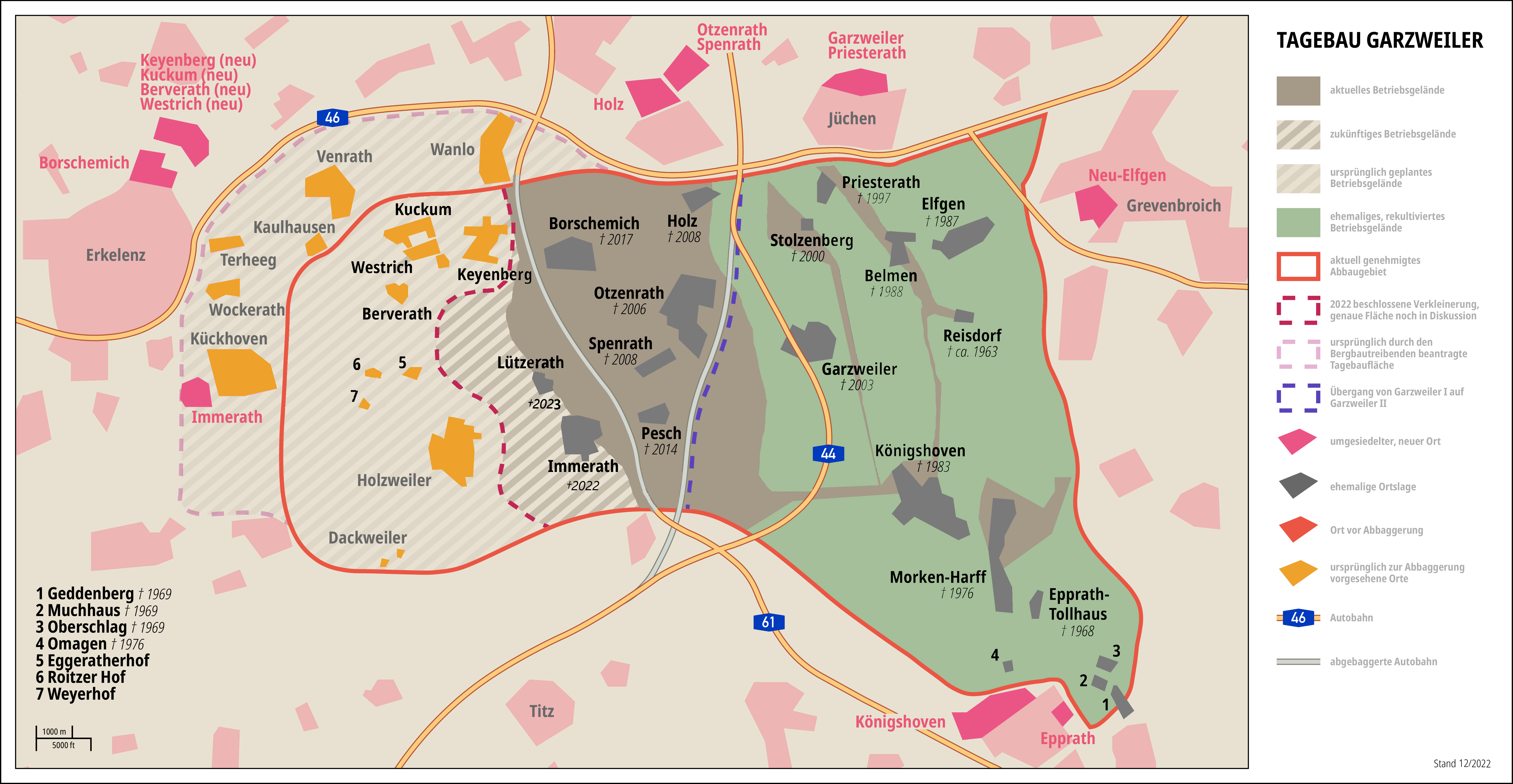
Tagebau Garzweiler, 2023

Der Bergbau in Mönchengladbach fokussiert sich auf die Förderung von Braunkohle, die vor rund 20 Millionen Jahren entstand, im Tagebau.
Das betroffene Areal von insgesamt 1,5 km² Fläche befindet sich südöstlich von Wanlo, Mönchengladbach, und nordöstlich von Keyenberg und südwestlich von Hochneukirch. Es liegt im Bereich des Tagebaus Garzweiler II im Nordrevier des Rheinischen Reviers.
Die Gruben führen durch Sümpfung zu einer massiven Absenkung des Grundwassers.
Betroffen waren nicht nur die Menge des Grundwassers, sondern auch seine Qualität. Feuchtgebiete erlebten den gleichen Austrocknungsprozess wie die Gewässer. Von hohen Grundwasserständen abhängige Pflanzen und Tiere starben aus.
Bei den wandernden Tagebauen gibt es nicht ausreichend Abraum, um die verbleibenden Gruben zu stabilisieren oder zu verfüllen. Hieraus resultiert eine Gefahr späterer Rutschungen für die Umgebung. Abhilfe sollen Flutungen mit Wasser schaffen. Die Pläne für die Kohleverstromung in Deutschland sahen zunächst ein Ende im Jahr 2045 vor, wurde durch die Arbeit der Kohlekommission auf 2038 vorgezogen und der Koalitionsvertrag der Ampel sprach von „idealerweise 2030“. Die Änderungen bedeuten, dass es auch weniger Material für die Verfüllung geben wird. Ein Abbau der Halden für die Verfüllung ist nicht angedacht. Für die Befüllung des Sees sind rund 40 Jahre angesetzt. Die Länge des Seeufers auf dem Mönchengladbacher Gebiet wird rund 2 Kilometer betragen.